# Liulongshan
Liulongshan (kinesiska: 六龙山, 六龙山侗族土家族乡) är en socken i Kina. Den ligger i provinsen Guizhou, i den sydvästra delen av landet, omkring 290 kilometer öster om provinshuvudstaden Guiyang.